# Shōryū-ji (Tosa)

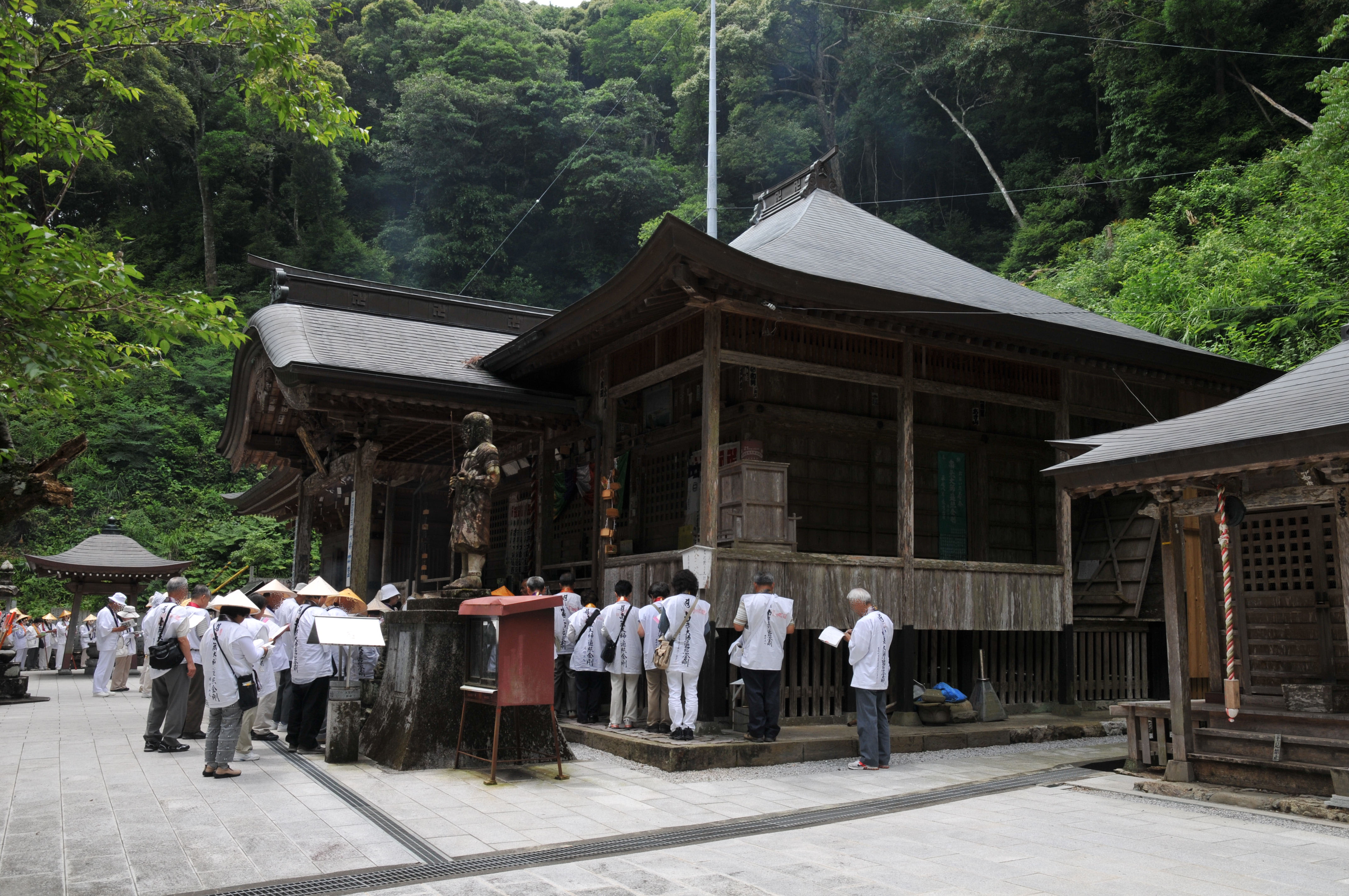
Haupthalle

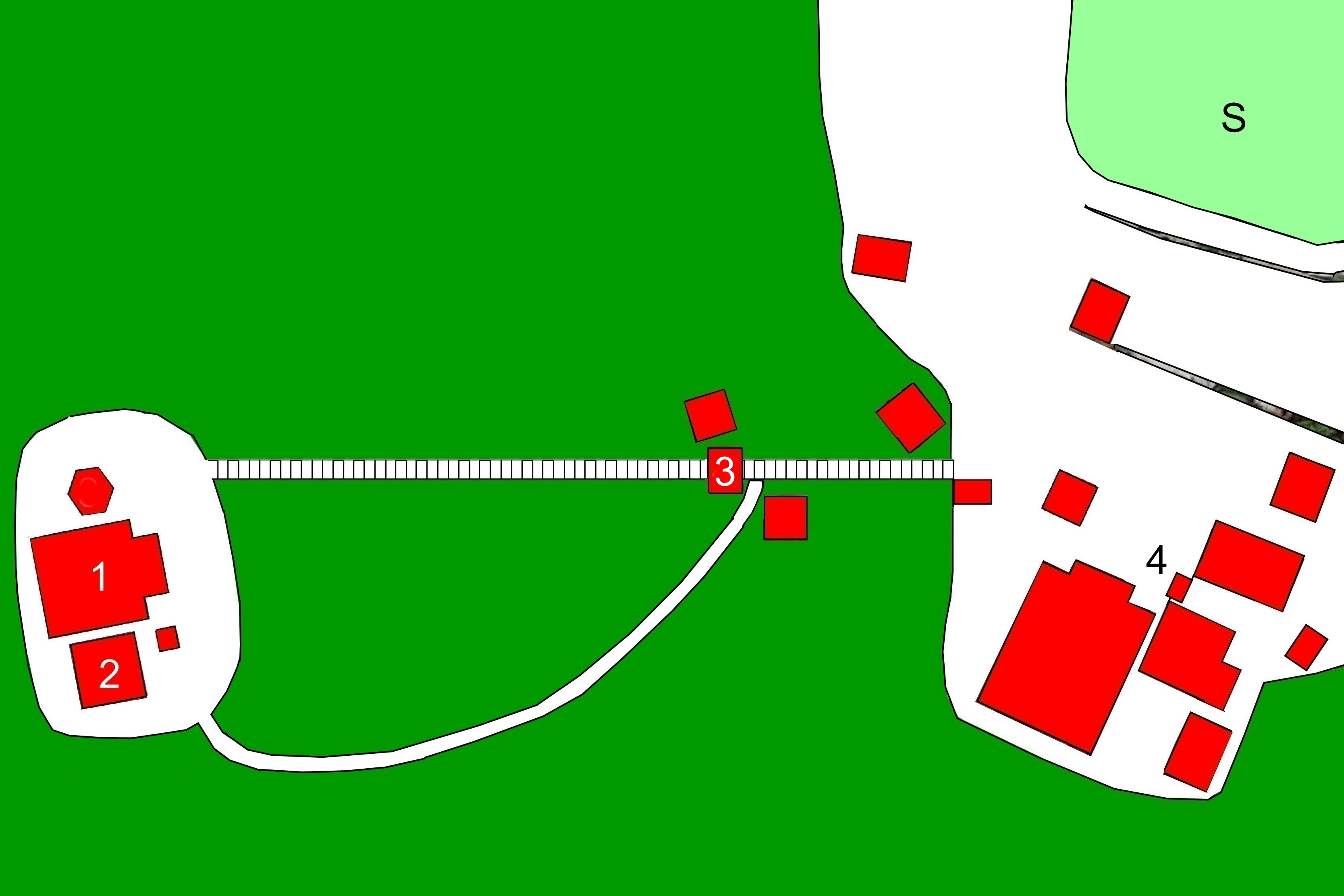
Plan des Tempels (s. Text)

Der Shōryū-ji (japanisch (青竜寺)), mit den Go Dōkozan (独鈷山) und Ishanain (伊舎那院) in  der Stadt Tosa (Präfektur Kōchi), ist ein Tempel des Buzan-Zweiges (豊山派) des Shingon-Buddhismus. In der traditionellen Zählung ist er der 36. Tempel des Shikoku-Pilgerwegs.

## Geschichte
Priester Kūkai, im Jahr 806 zurückgekehrt aus China, wo er von Priester Huiguo (恵果; 746–806) im esoterischen Buddhismus unterrichtet worden war,  begab sich auf eine Pilgerfahrt rund um Shikoku. Er erreichte 816 mit einem Boot die Spitze der langgestreckten Halbinsel vor Tosa und errichtete dort einen Tempel, stiftete einen Fudō Myōō und nannte den Tempel nach dem Tempel seines chinesischen Lehrers „Shōryū-ji“. 
Bis zur Meiji-Zeit gehörte der Shōryū-ji mit dem Untertempel Nishigadera (西ヶ寺) und sechs Klausen zu den „sieben großen Tempeln von Tosa“. Der im Tempel verehrte Fudō wird auch „Wellen zerteilender Fudō“ (波切不動, Nakiri Fudō Mōō) genannt. Als Kūkai auf der Überfahrt nach China in einen Sturm geriet, soll ein ihm ein Fudō erschienen sein, der das Meer beruhigte. So kommen noch heute die Fischer der Umgebung zum Tempel, um Sicherheit auf See zu erbitten.

## Anlage
Die Tempelanlage ist zweigeteilt: Im unteren Bereich am Rande des hier ausgetrockneten Teils des Kanigaiki-Teiches (蟹ヶ池; S im Plan) befinden sich die Abtei, eine dreistöckige Pagode (三重塔, Sanjū no tō) und weitere Gebäude. Der Eingang zum Klostergarten wird als „Glockentor“ (鐘楼門, Shōrō-mon; 4) bezeichnet, da er auf dem Giebel einen kleinen Glockenturm besitzt.
Eine lange, zum Schluss steile Treppe führt zu den Andachtsgebäuden, wobei man zunächst das Tempeltor passiert. Dieses ist hier als Niō-Tor (仁王門; 3) ausgeführt, also als Tor mit einem Durchgang, in dem rechts und links Platz ist für die Tempelwächter. Oben angelangt, hat man die Haupthalle (本堂, Hōndō; 1) vor sich, die über dem Eingang eine geschwungene Giebelpartie aufweist, die als „chinesisch“ (唐破風, Kara-Hafu) bezeichnet wird. Sie ist hier reichverziert. Links daneben steht die Halle, die dem Tempelgründer gewidmet ist, die Daishidō (大師堂, 2).

## Schätze
Neben der Hauptkultfigur, dem Nakiri Fudō, besitzt der Tempel eine 113,5 cm hohe Statue des sitzenden Aizen Myōō (木造愛染明王座像, Mokuzō Aizen Myōō zazō) aus Holz. Sie stammt aus der Kamakura-Zeit und ist als Wichtiges Kulturgut Japans registriert ist. 

## Bilder

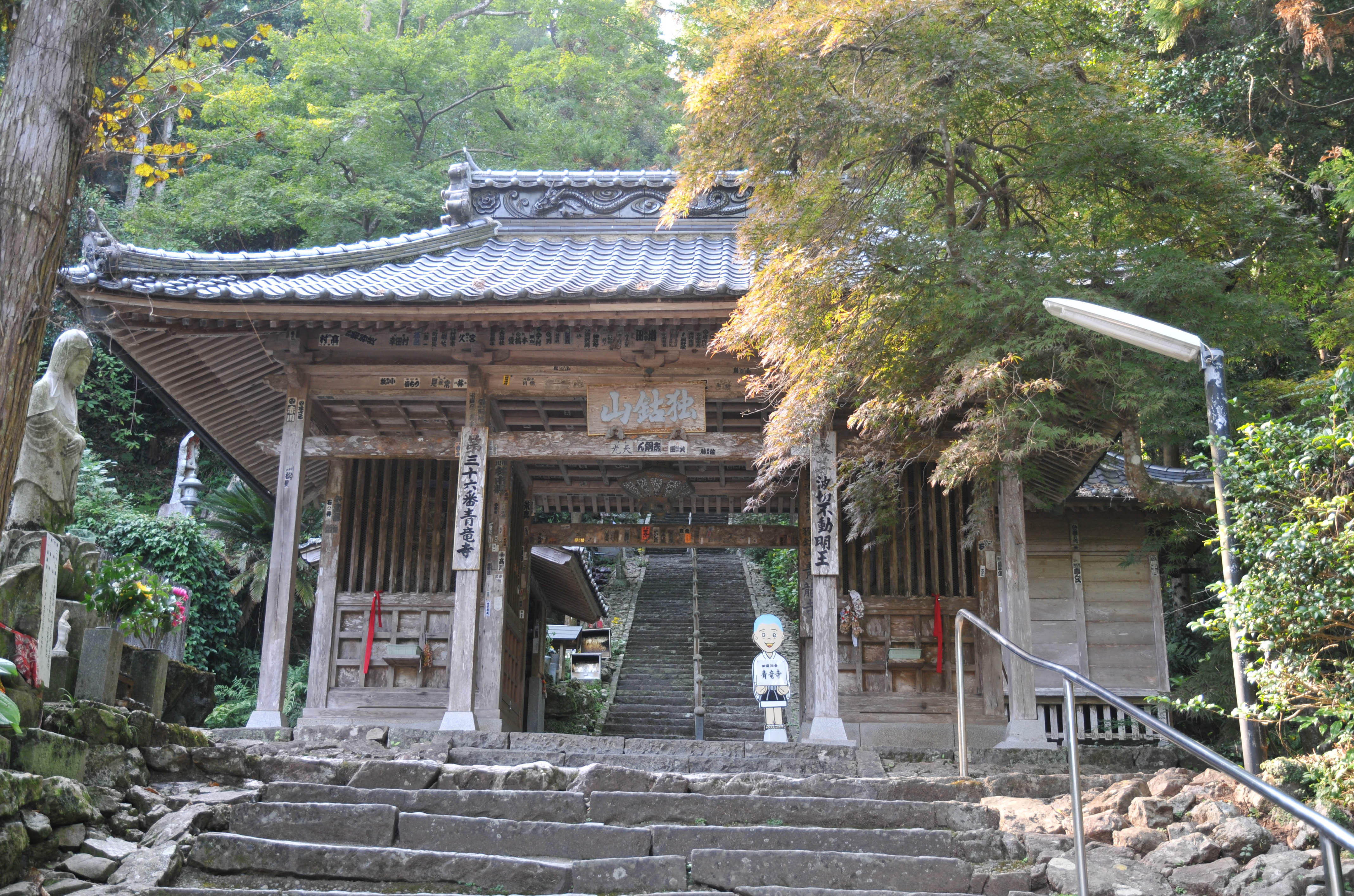
Tempeltor
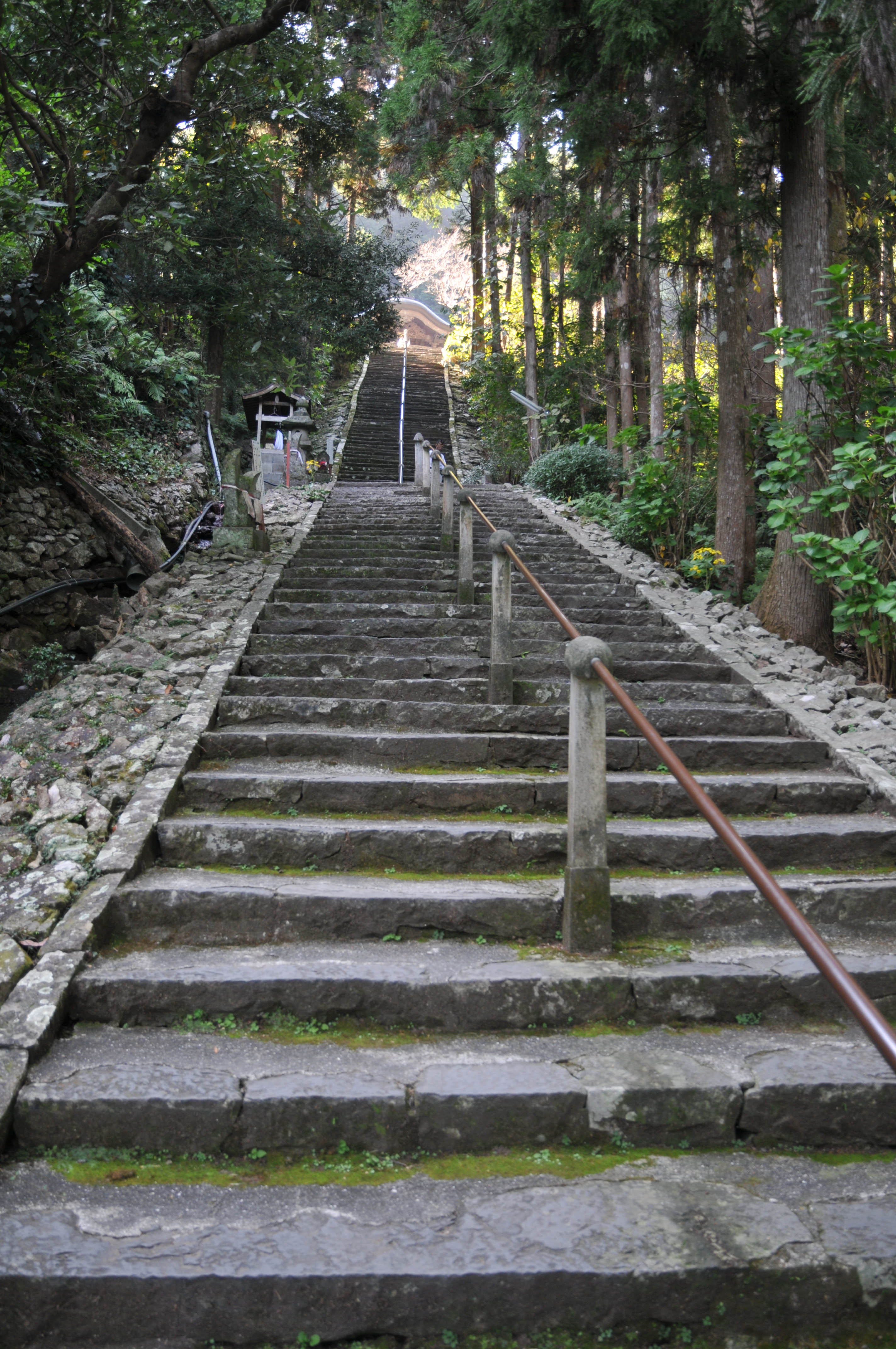
Treppe
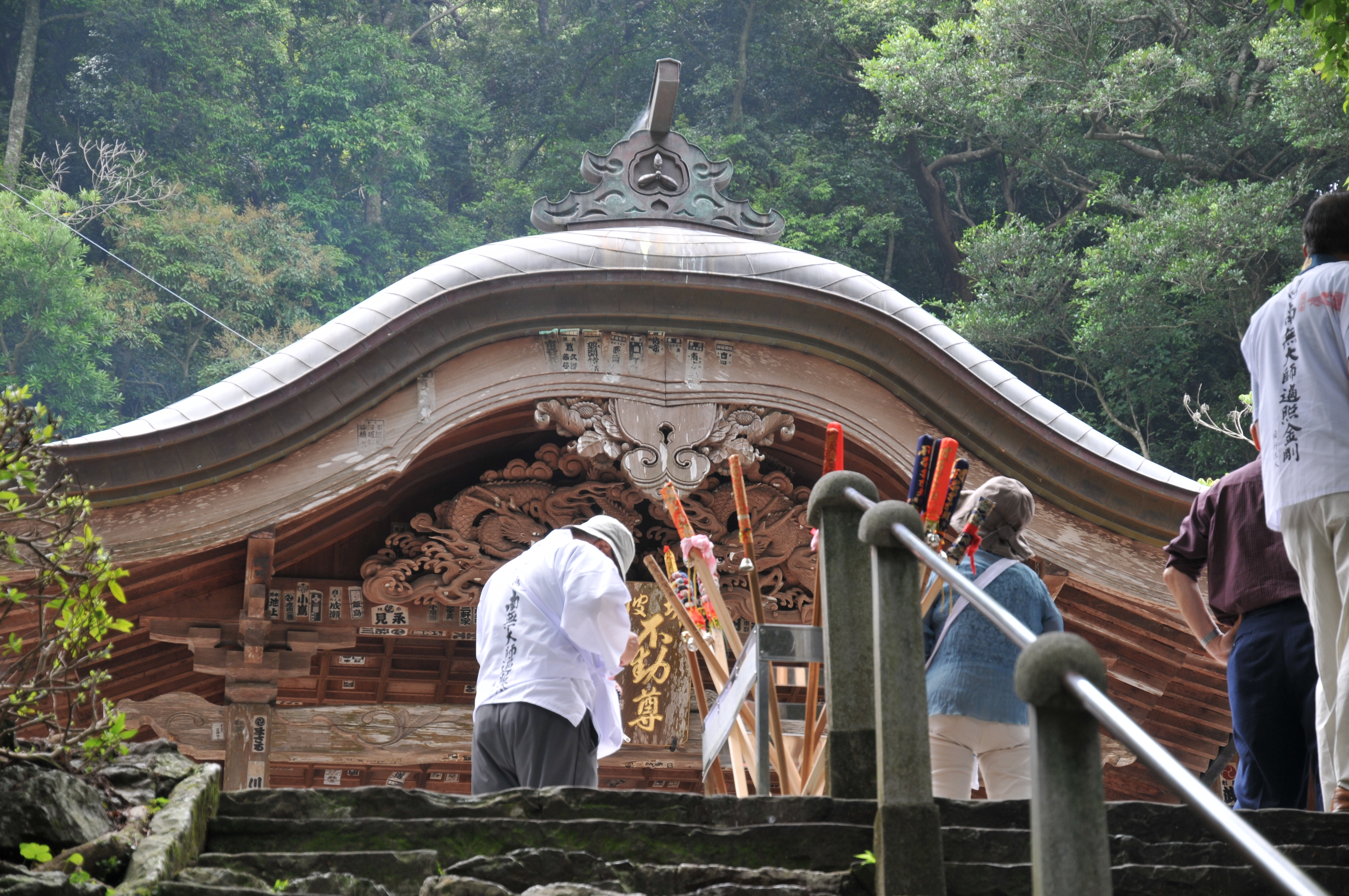
Haupthalle, Giebel
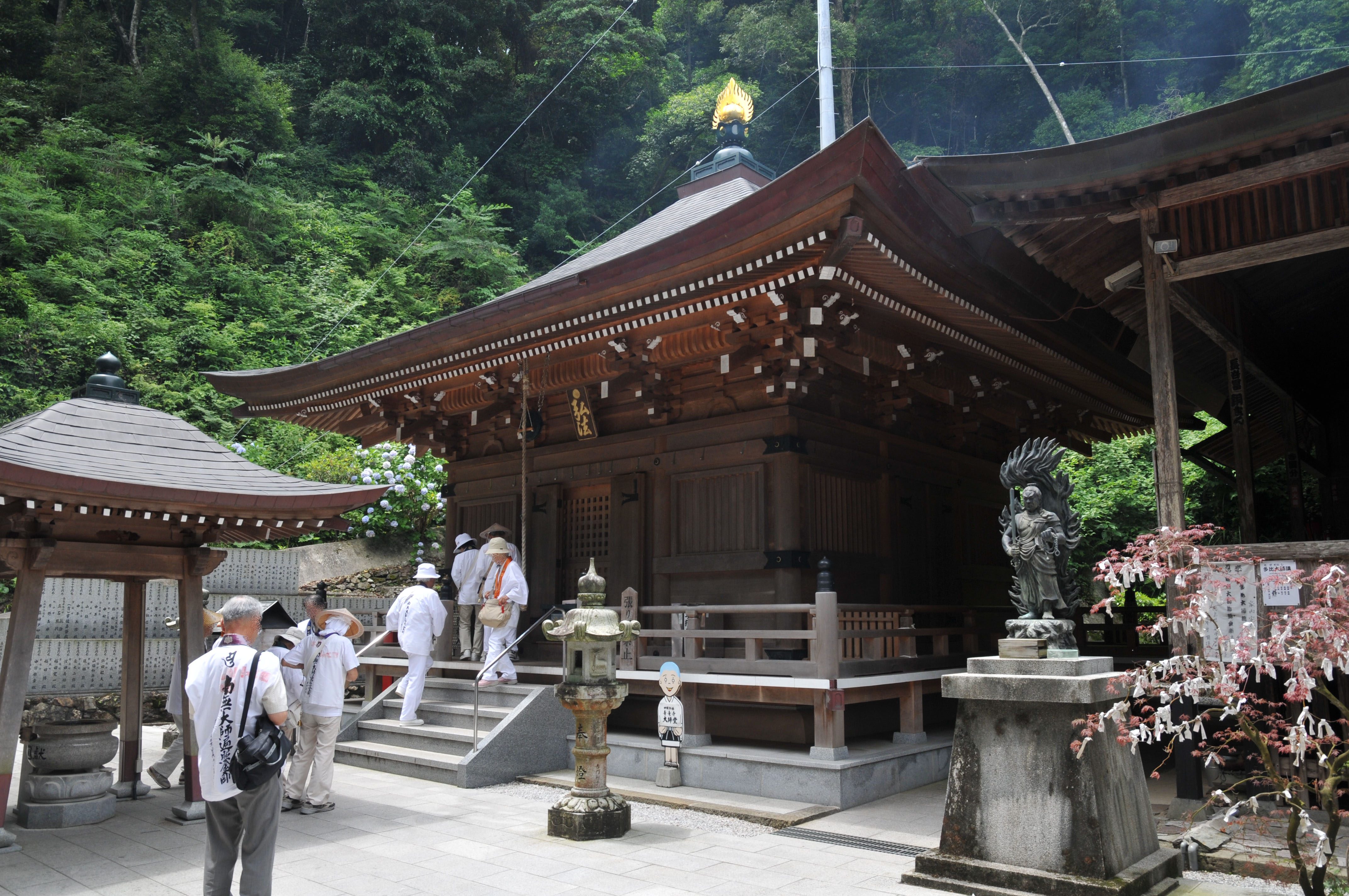
Daishidō
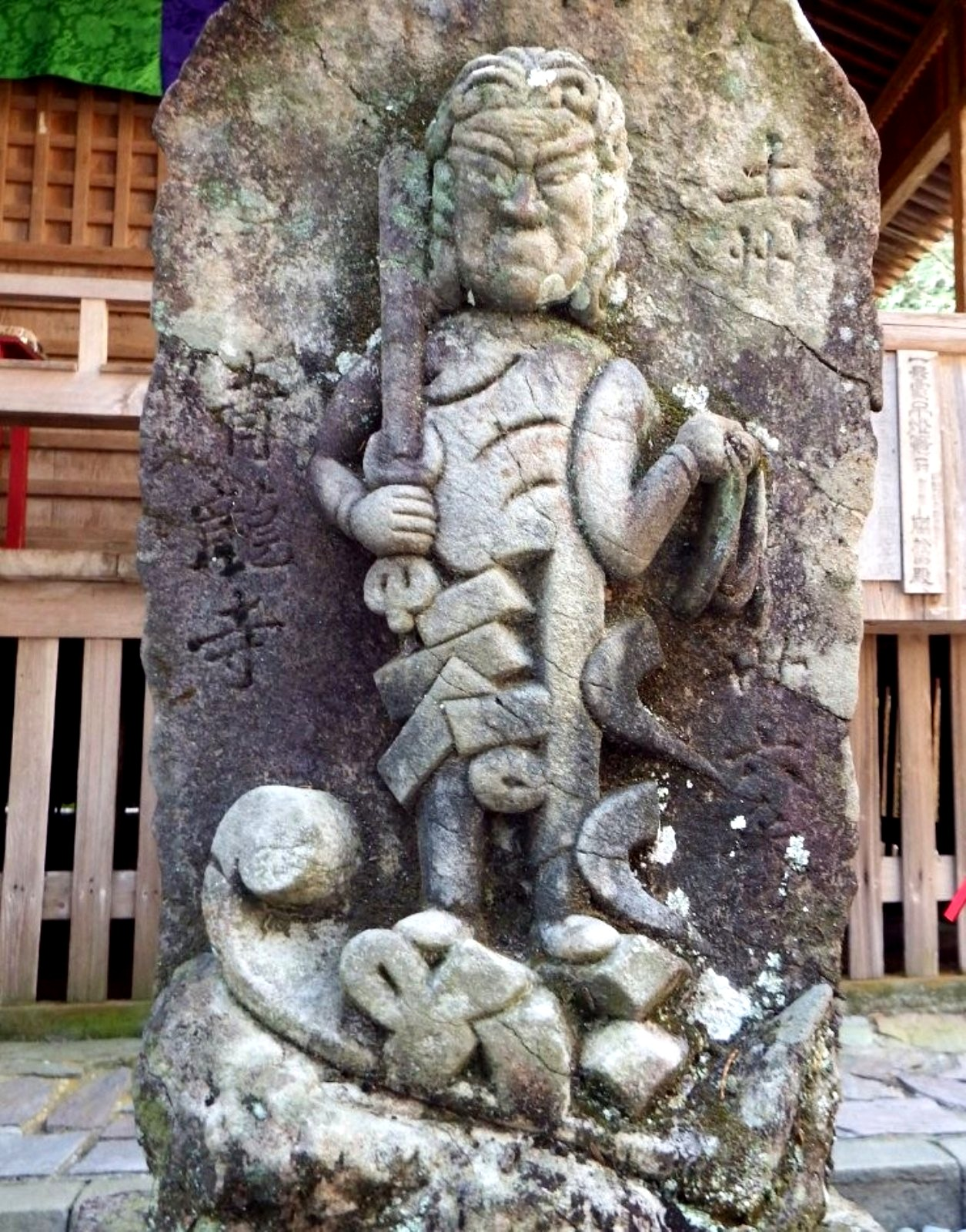
Fudō
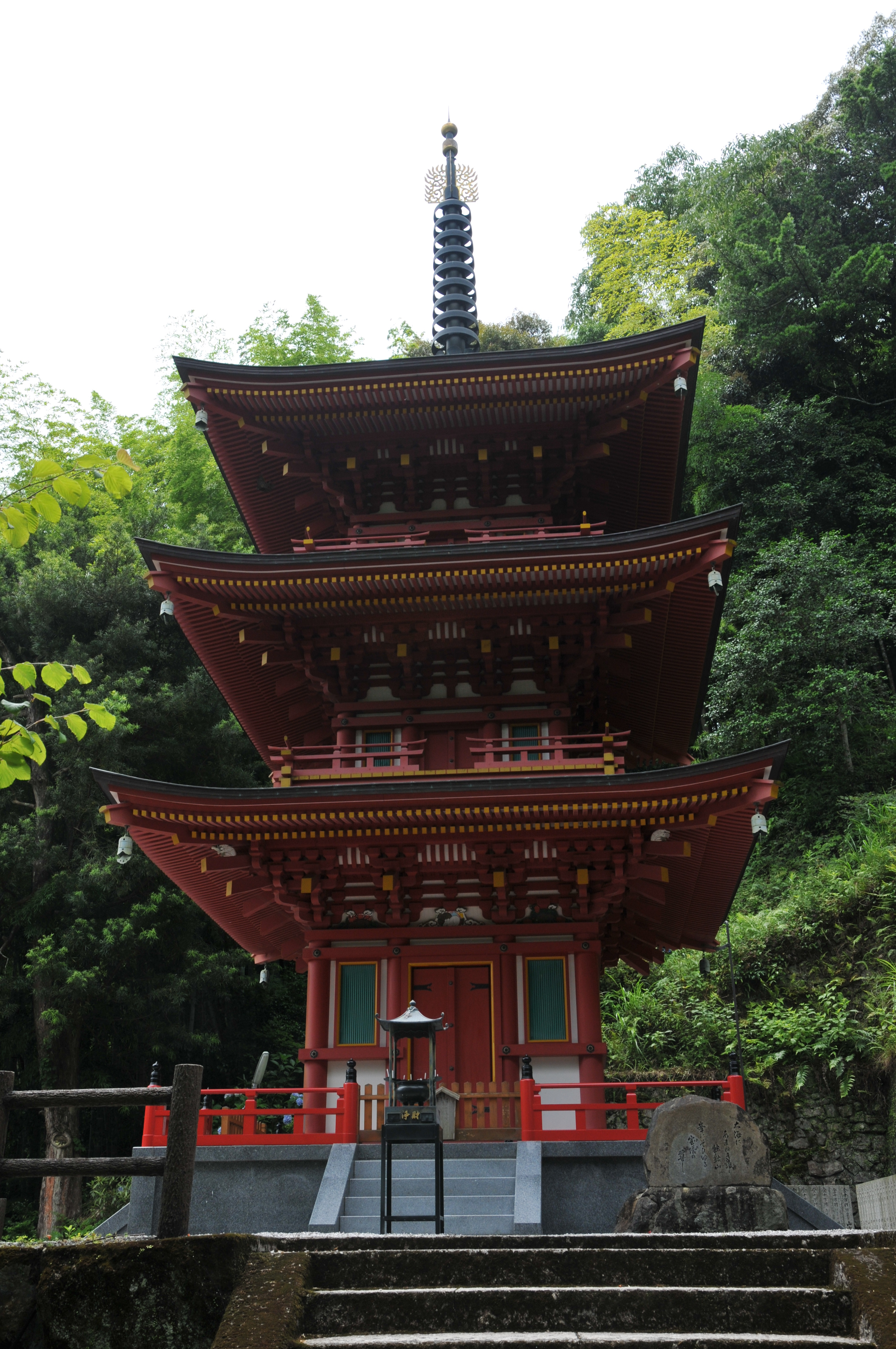
Pagode
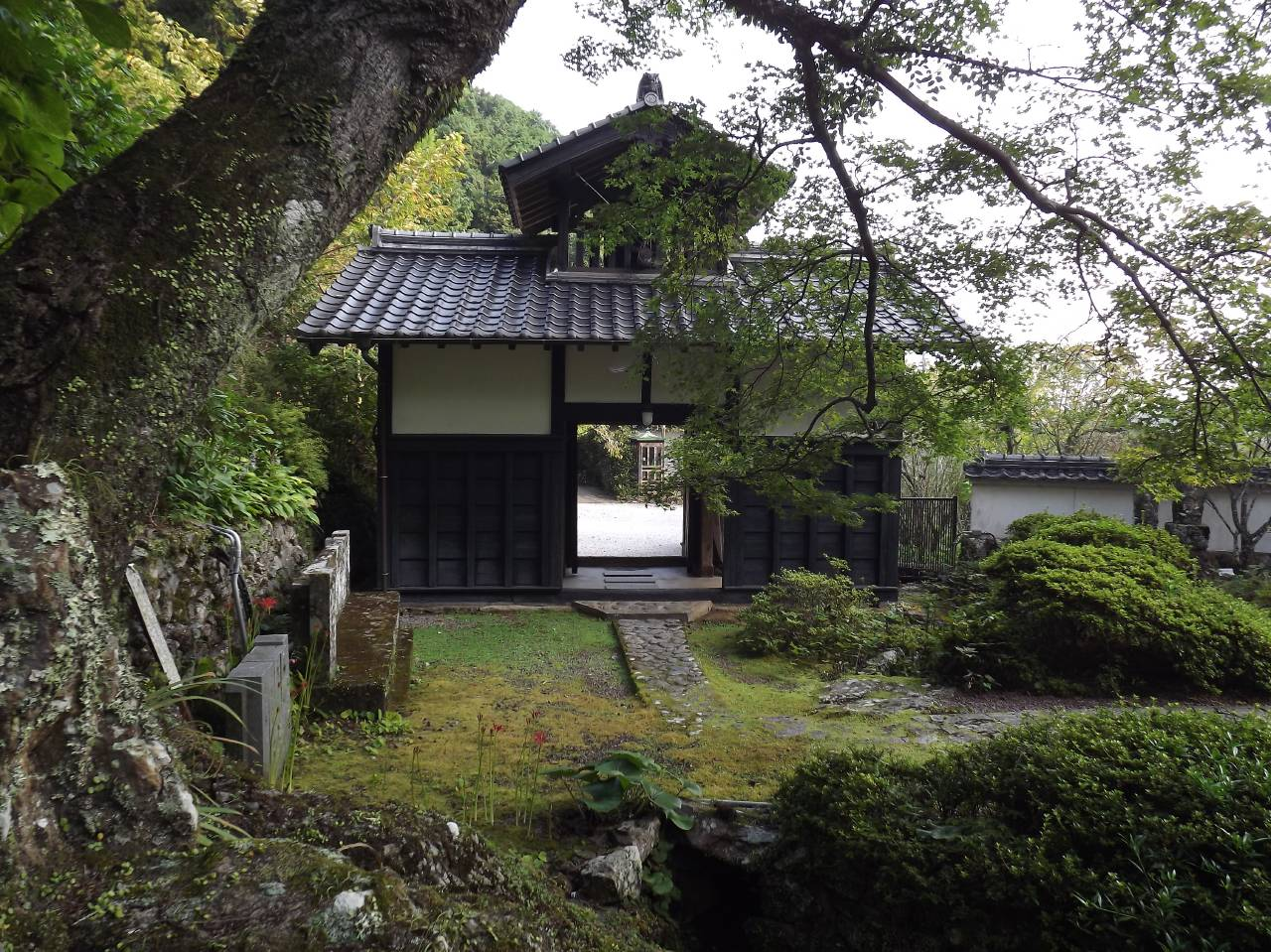
Glockentor, Blick von innen